# Veymandoo
Veymandoo est une petite île de l'atoll Kolhumadulu aux Maldives où est situé un village qui est la localité la plus importante, avec une population de 1 018 habitants en juin 2006.